# Aino Kinjō
Aino Kinjō (金城 愛 乃, Kinjō Aino) (29 agosto 1974) è una giocatrice di bowling giapponese.
È membro della Japan Professional Bowling Association con il n. di licenza 284 e nella P-League , il suo soprannome è "Bowling Queen of Okinawa".

## Carriera
Ha iniziato ad avvicinarsi al mondo del bowling grazie ai suoi genitori, mentre più tardi, sotto l'influenza di suo fratello, un giocatore nazionale, cominciò a praticarlo maggiormente. Dopo aver frequentato la scuola superiore e ricevuto un allenamento professionale, ha iniziato a partecipare alle squadre nazionali di Fukuoka e Ishikawa.
Dopo la laurea di liceo ha partecipato al pro test, ma ha fallito il secondo esame. Ha lavorato part-time presso il campo da bowling di Fukuoka facendo pratica, per poi riprovare il pro test l'anno successivo.
Dopo aver ottenuta la licenza professionale, è diventata campionessa al esordio. A partire da marzo 2009, ha quattro vittorie (due delle quali sono riconosciute come vittorie "perfette").

## Ranking
- 1994 - Ladies vs. Rookies (Vincitrice)
- 1999 - 31st All-Japan Women's Pro Bowling Championship (2º posto)
- 2001 - Otsu Prince Cup (Vincitrice)
- 2003 - Karuizawa Prince Cup (Vincitrice)
- 2008 - 3rd International Bowl Open (Pro division) (Vincitrice)
- 2009 - 41st All-Japan Women's Pro Bowling Championship (2º posto)
- 2011 - 34th JLBC Queens Open (6º posto)
- 2011 - Tokai Women's Open (3º posto)

### DHC Ladies Bowling Tour
- 2007 - 1st-leg (Vincitrice), Kansai Open (4º posto)